# Evangelische Kirche Albach

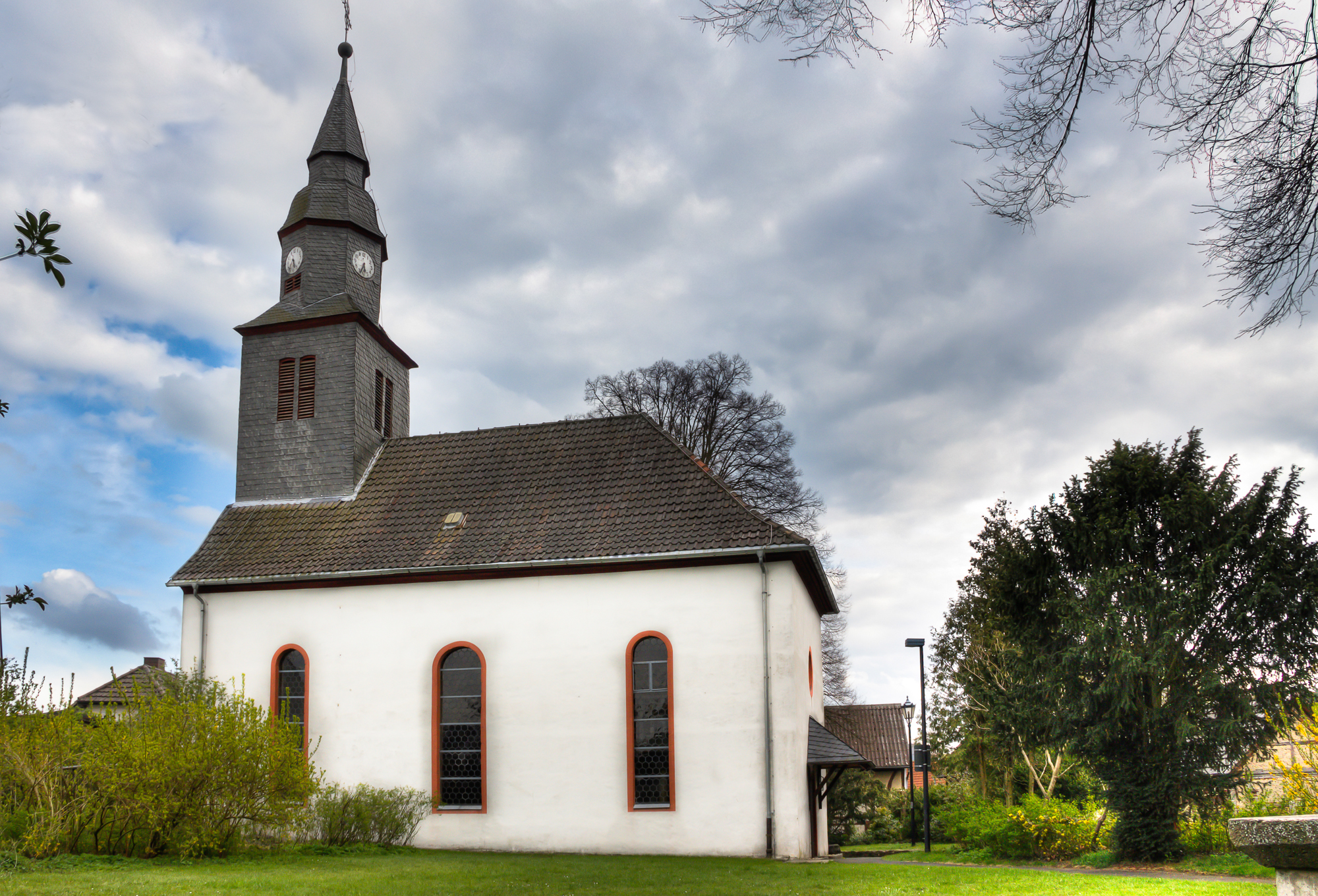
Nordseite der Albacher Kirche

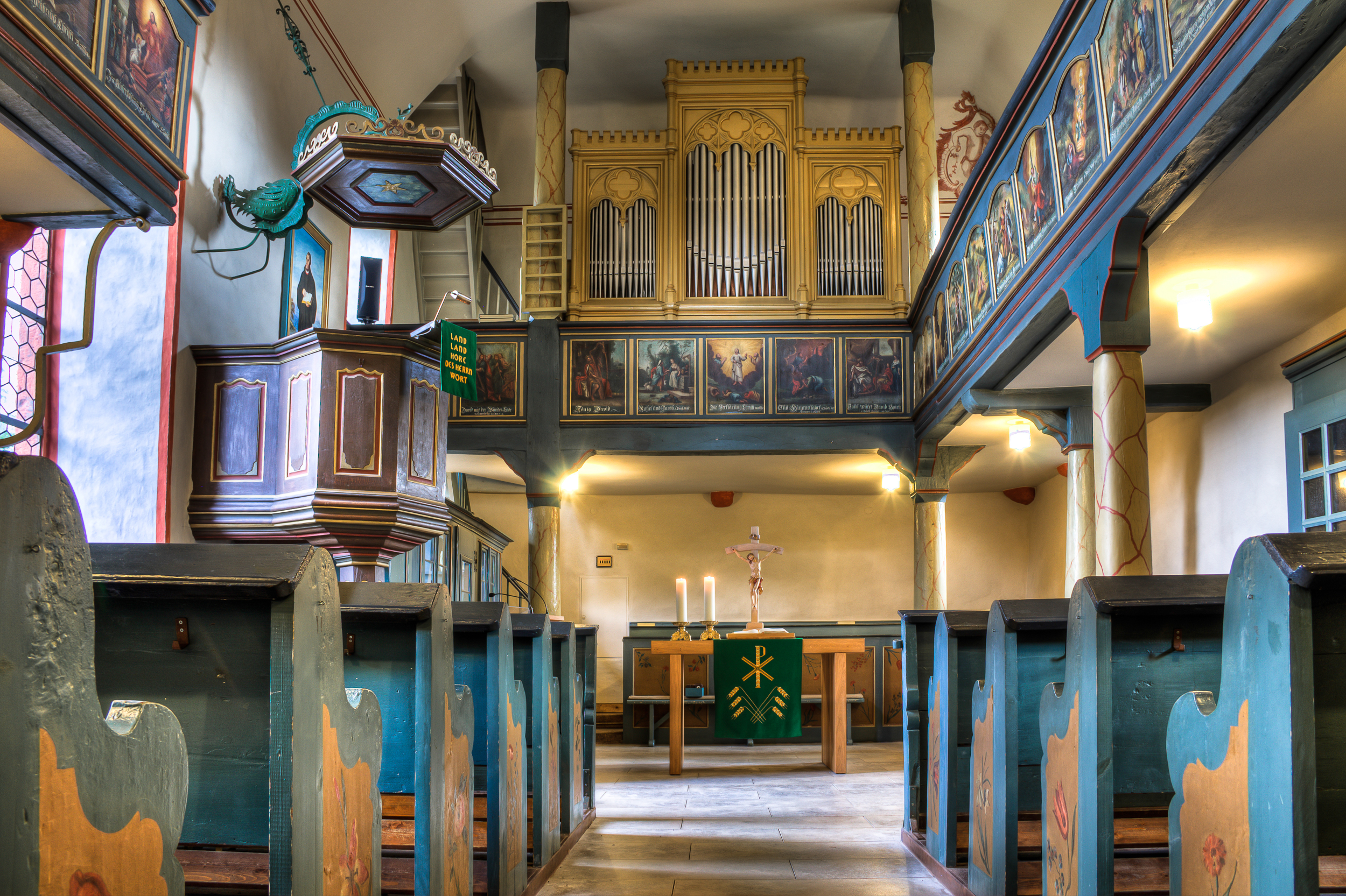
Innenraum Richtung Osten

Die evangelische Kirche ist ein denkmalgeschütztes Kirchengebäude in Albach, einem Ortsteil der Gemeinde Fernwald im Landkreis Gießen (Hessen).
Der Saalbau mit einem schlanken Dachreiter wurde von 1773/74 nach einem Entwurf des Licher Bauverwalters Rockstroh errichtet. Sie prägt das Ortsbild und ist hessisches Kulturdenkmal.

## Geschichte
Kirchlich gehörte Ober-Albach ursprünglich zur Pfarrei Winnerod, erlangte im 14. Jahrhundert aber die Selbstständigkeit. Eine erste Kapelle in Albach ist für das Jahr 1332 nachgewiesen, die am Standort der heutigen Kirche oder in dessen Nähe errichtet war. Mit Einführung der Reformation wechselte Albach in der ersten Hälfte der 1530er Jahre zum evangelischen Bekenntnis. Im weiteren Verlauf änderte sich die Zugehörigkeit mehrmals. Im Jahr 1617 wurde Albach zur selbstständigen Pfarrei erhoben.
Der Dreißigjährige Krieg setzt der Kirche schwer zu. Zwischen 1632 und 1656 sind verschiedene Wiederherstellungsmaßnahmen bezeugt. So wurden 1632 die Türen, 1639 die Glasfenster und 1648/49 die Glockenstühle erneuert und 1650 ein neues Kirchengestühl angeschafft. Im Jahr 1696 erfolgte eine umfassende Sanierung für 220 Gulden. Eine erste Orgel wurde 1735 eingebaut.
Nachdem die Kirche im Laufe des 18. Jahrhunderts immer abgängiger und reparaturanfälliger geworden war, entschloss sich die Gemeinde zu einem Neubau. Von dem alten Gotteshaus ist ein Gewölbe-Schlussstein mit Rippenansätzen erhalten. Die heutige Kirche entstand 1773/74 als Nachfolgebau des mittelalterlichen Gotteshauses nach Plänen des Licher Bauverwalters Rockstroh und wurde am 23. Oktober 1774 eingeweiht. Die Baukosten betrugen 10.016 Gulden. Der alte aufgemauerte Altar wurde zum Teil übernommen. Glocken, Uhr und Orgel aus der alten  Kapelle ließ die Gemeinde ebenfalls in das neue Gotteshaus einbauen.
Seit 1838 ist Albach bei der Evangelischen Kirche Steinbach eingepfarrt, nachdem die Gemeinde seit dem Dreißigjährigen Krieg mit Rödgen pfarramtlich verbunden war. Im Jahr 1864 wurden Turmspitze und Dach aufwändig renoviert, da das Holz teils verfault war, abermals 1929, als eine neue Uhr mit vier Zifferblättern installiert wurde. Eine Innenrenovierung folgte 1897, bei der die Brüstungsbilder aufgefrischt wurden. Ein Koksofen wurde im Jahr 1896 eingebaut, weil der Organist sich weigerte, in der kalten Kirche Orgel zu spielen. Auf den Kanonenofen von 1951 folgten 1963 ein Öl-Warmluftofen und später Heizstrahler, die 1987 durch eine elektrische Heizung ersetzt wurden.
Im Jahr 1928 wurde die Kirche elektrifiziert, 1948 erhielt das bisher beschieferte Dach Ziegel, von 1950 bis 1953 erfolgte eine Innenrenovierung. Drei neue Glocken samt Glockenstuhl und elektrischer Läutvorrichtung wurden 1958 angeschafft, die mittelalterliche große Glocke wurde von Rincker in Sinn umgeschmolzen, um sie den neuen Glocken anzupassen. Die Treppe zur Empore und ihr Holzunterbau wurden 1960 ersetzt, da sie vom Hausschwamm befallen waren. Zu den Renovierungsmaßnahmen zwischen 1968 und 1974 gehörte die Sanierung des Dachreiters, der eine Kupferkuppel erhielt. 1972 wurde die Kirche neu verputzt und die farbliche Fassung von 1774 durch Kurt Scriba wieder hergestellt. 2007 folgte die Erneuerung des Steinfußbodens und des Altars und 2008 die Restaurierung der Gemälde.

## Architektur

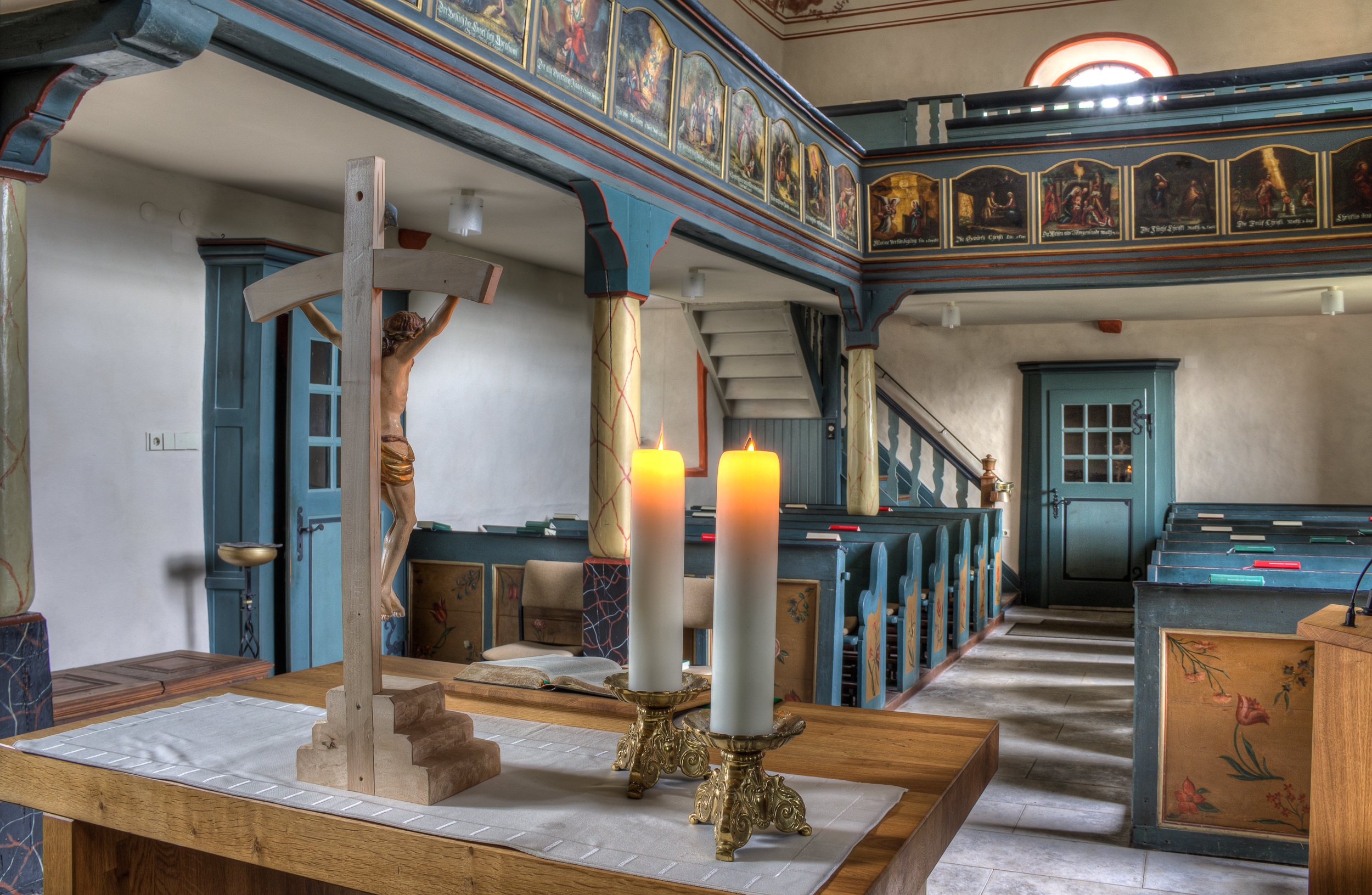
Innenraum Richtung Westen

Die annähernd geostete einschiffige Saalkirche auf rechteckigem Grundriss steht auf einem erhöhten Gelände am nordwestlichen Ortsrand. Das Bruchsteinmauerwerk ist weiß verputzt und wird von einem Schopfwalmdach abgeschlossen. An der Ostseite befindet sich der dreigeschossige, vollständig verschieferte Dachreiter. Das kubusförmige Untergeschoss dient als Glockenstuhl und hat an allen vier Seiten zwei schmale Schalllöcher. Das achteckige Mittelgeschoss leitet über einem geschweiften Pultdach zu einem kleinen achteckigen Oberteil über, das von einem kleinen Spitzhelm mit Turmknopf, Kreuz und Wetterhahn bekrönt wird. Zwei rundbogige Portale an der Süd- und Westseite mit Gewände aus Lungstein ermöglichen den Zugang. Über ihnen ist jeweils ein kleines Rundfenster eingebaut. Drei große Rundbogenfenster an der Nordwand und zwei an der Südwand belichten die Kirche, die an den Giebelseiten fensterlos ist.

## Ausstattung

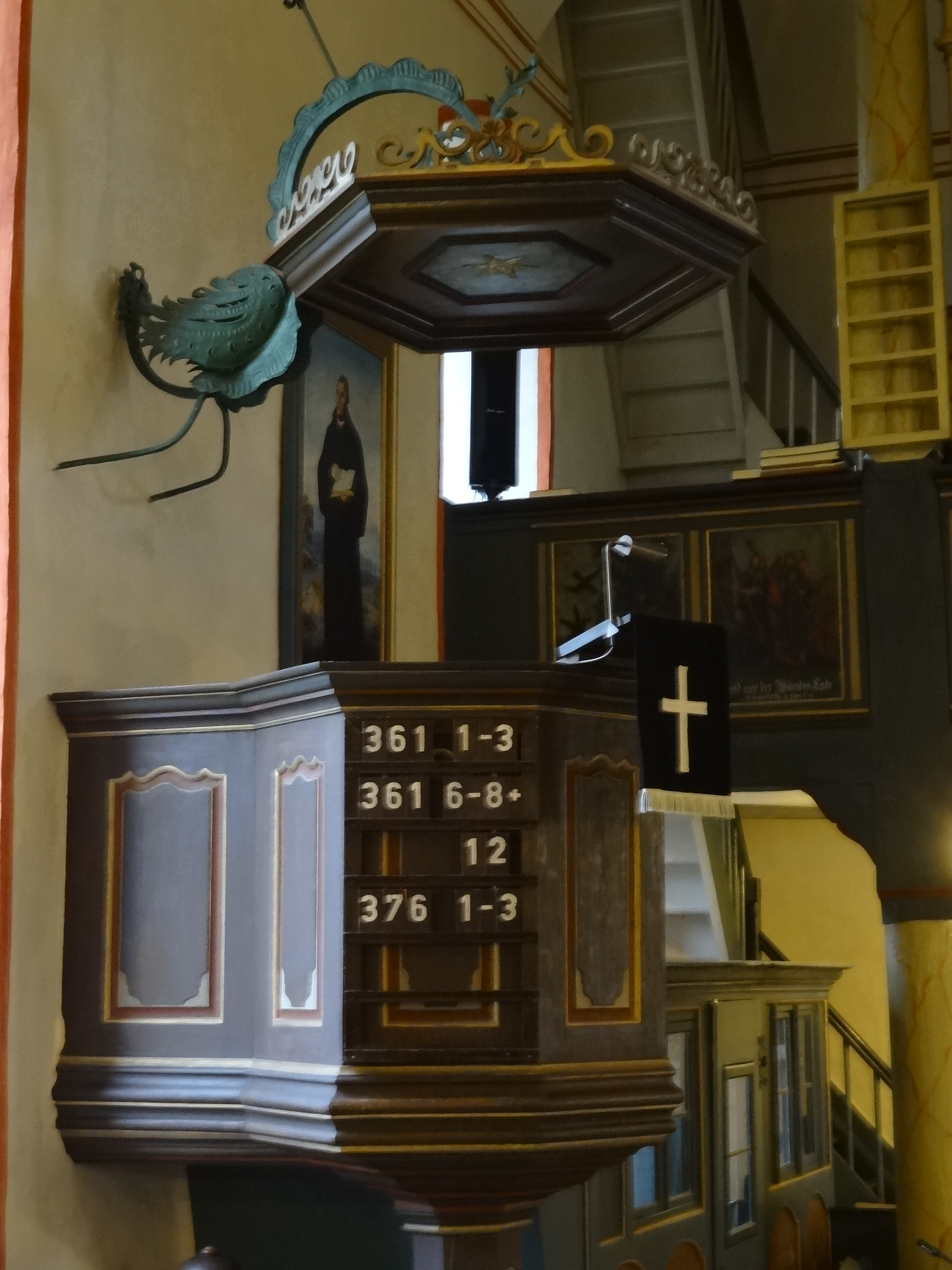
Polygonale Kanzel

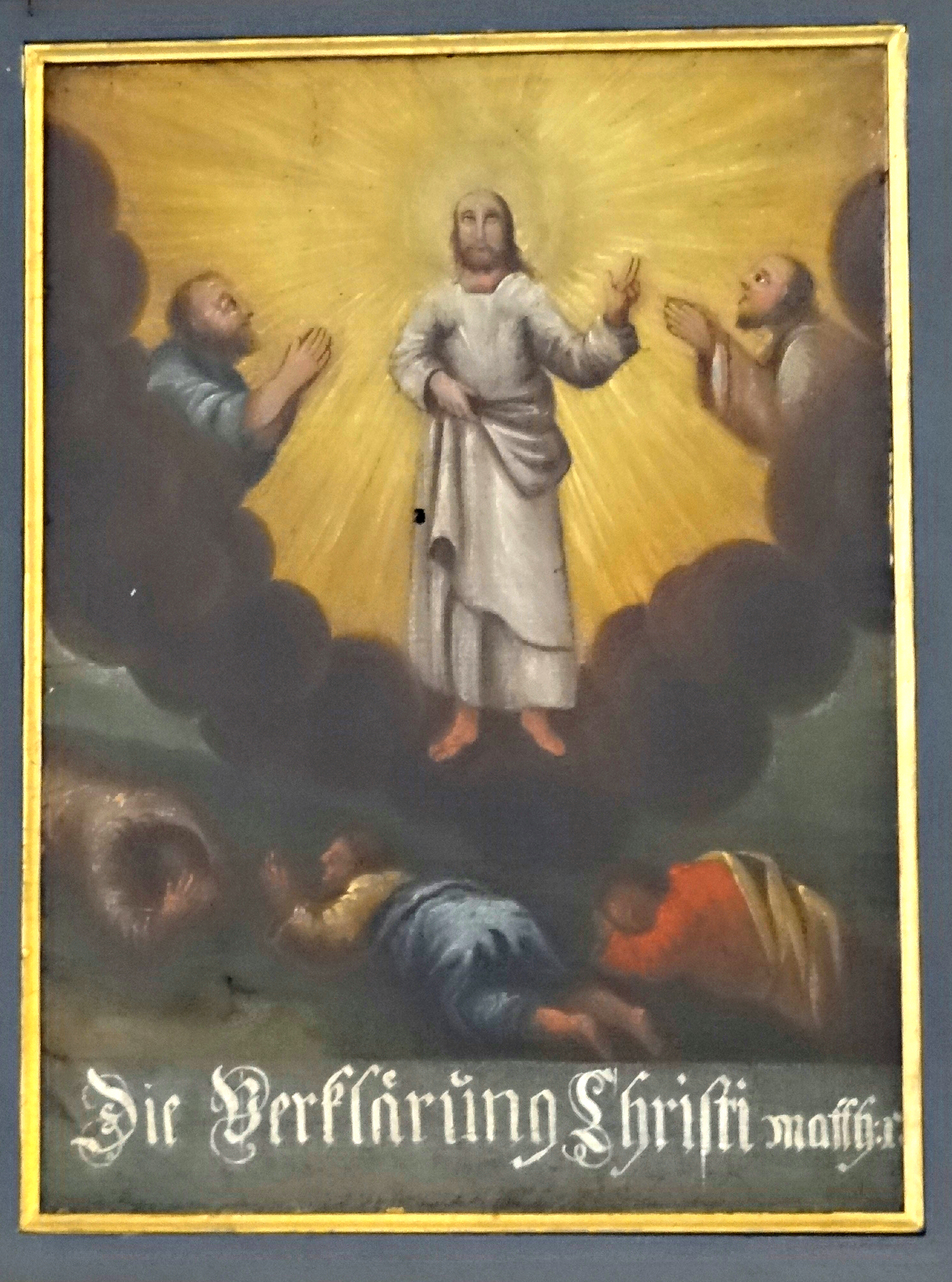
Hisgen-Bild: Die Verklärung Christi

Der Innenraum wird von einem Deckengewölbe abgeschlossen, das in den vier Ecken durch Medaillons mit Engel- und Blumenmotiven verziert wird, die der Licher Meister Daniel Hisgen schuf.
An allen vier Seiten sind hölzerne Emporen eingebaut, die auf marmoriert bemalten toskanischen Säulen mit kleinen, geschwungenen Bügen ruhen. Die kurze Nordempore ist nicht durchlaufend, da hier die Kanzel und der Pfarrstuhl angebracht sind. Die beiden Stützen für den Dachreiter beziehen die Ostempore mit ein. An den Emporenbrüstungen hängen Ölgemälde von Daniel Hisgen mit 19 Darstellungen aus dem Alten und 13 Szenen aus dem Neuen Testament, sieben an der Orgelempore, 25 an der Hauptempore. Untertitel erklären die Bilder; nur zwei bleiben ohne Unterschrift. Auf ihnen stellen Wolken das Nichts dar, aus dem heraus Gott alles erschaffen hat. Es wird überliefert, dass die bürgerliche Gemeinde sie in Frankfurt erwarb. Die Emporenbilder zeigen Menschen in zeitgenössischen Trachten des Rokoko. Die Wangen und Brüstungen des Kirchengestühls sowie der Pfarrstuhl sind mit schönen Blumengebinden bemalt, die ebenfalls von Hisgen stammen.
Die achteckige Kanzel mit achteckigem Fuß und kassettierten Füllungen ist an der Nordseite aufgestellt und stammt aus der Erbauungszeit der Kirche. Der profilierte Schalldeckel mit bekrönendem, vergoldetem Rankenwerk wird von einem großen, geschmiedeten, stark stilisierten Schwan gehalten. Den Zugang zur Kanzel ermöglicht ein angeschlossener Pfarrstuhl, der auch als Sakristei dient. Er hat im oberen Bereich Rechteckfenster. Darüber ist ein großes Luthergemälde aus dem Jahr 1983 aufgehängt. Statt des aufgemauerten Altars steht heute ein hölzerner Tisch vor der Ostempore, auf dem ein Kruzifix des Dreinageltypus steht. Ein vierseitiger, hölzerner Taufständer aus der zweiten Hälfte des 18. Jahrhunderts hat einen achtseitigen Aufsatz.

## Orgel

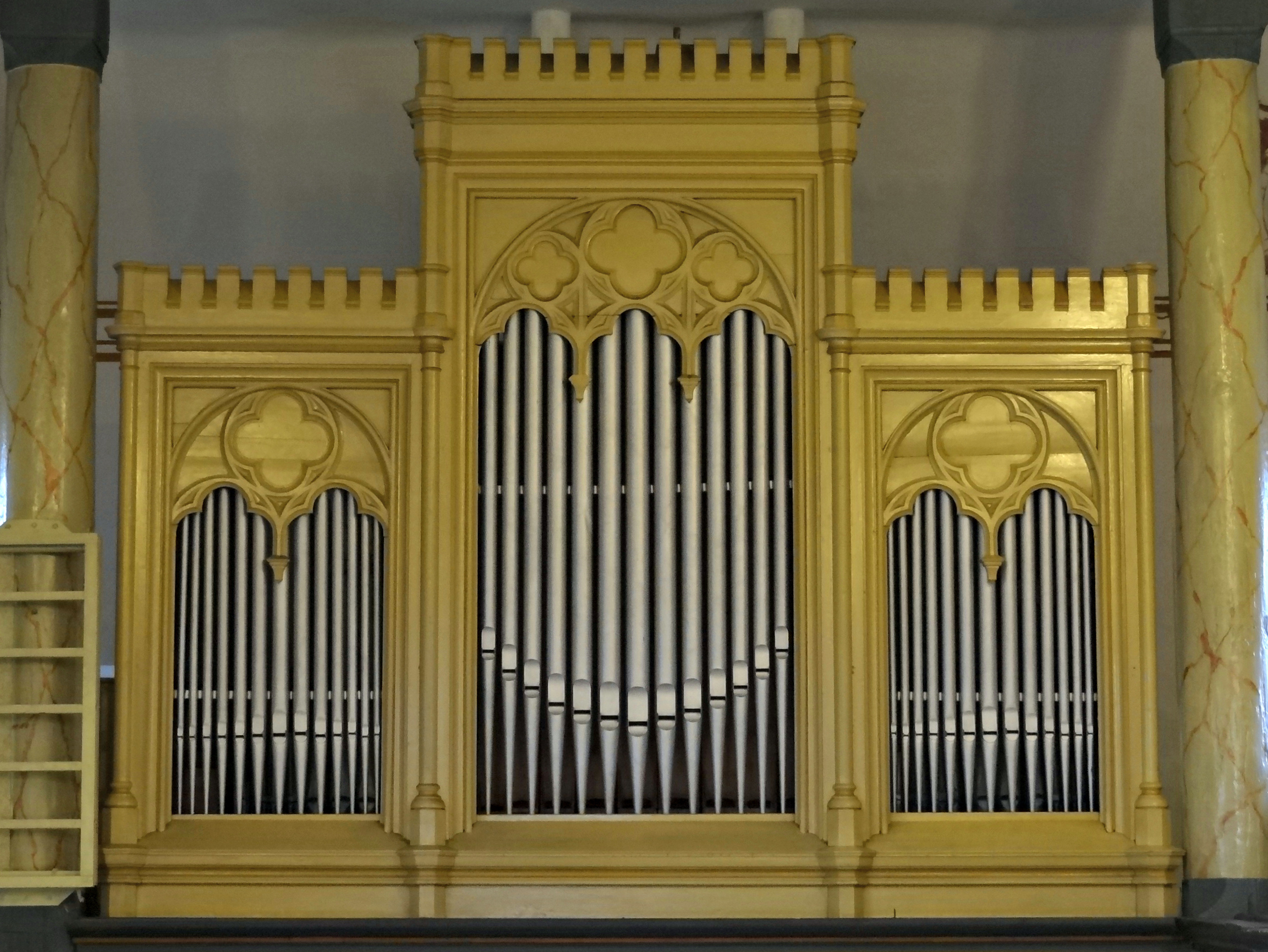
Förster-Orgel von 1863

Für den Vorgängerbau wurde 1735 auf Initiative des Lehrers Johann Jakob Weller eine kleine Orgel für 40 Gulden angeschafft, die vermutlich in die neue Kirche übernommen wurde.
Die heutige, linksspielige Brüstungsorgel wurde im Jahr 1863 von Johann Georg Förster für 1225 fl. geschaffen und hinter einem neuromanischen Prospekt im Osten über dem Altar aufgestellt. Der Prospekt weist drei hochrechteckige Pfeifenfelder auf, deren mittleres überhöht ist. Den oberen Abschluss der Felder bilden Vierpässe. Das Gehäuse wird von einem Zinnenfries bekrönt. Das Instrument verfügt über acht Register auf einem Manual und Pedal, über Kegelladen und eine mechanische Traktur. Im Jahr 1961 erhielt die Orgel ein elektrisches Gebläse, 1979 und 1999 erfolgten Überholungen durch Förster & Nicolaus Orgelbau. Die vollständig erhaltene Disposition lautet wie folgt:
| I Manual C–f3 |                 |     |
| 1.            | Quintatön       | 16′ |
| 2.            | Geigenprincipal | 8′  |
| 3.            | Bourdon         | 8′  |
| 4.            | Dolce           | 8′  |
| 5.            | Octave          | 4′  |
| 6.            | Flauto-dolce    | 4′  |
| 7.            | Acuta IV        | 2′  |

| Pedal C–d1 |         |     |
| 8.         | Subbass | 16′ |

- Koppel: I/P
- Collectivzug[14]

Zusammensetzung der gemischten Stimme
| Acuta IV 2′ |    |   |       |   |    |   |        |   |    |   |      |
| C:          |    |   |       |   | 2′ | + | 1 ⁄3′  | + | 1′ | + | 2⁄3′ |
| c0:         |    |   | 2 ⁄3′ | + | 2′ | + | 1 ⁄3′  | + | 1′ |   |      |
| c1:         | 4′ | + | 2 ⁄3′ | + | 2′ | + | 1 3⁄5′ |   |    |   |      |